# Імені Горького (Магаданська область)
Імені Горького (рос. Имени Горького) — селище в Ягоднинському районі Магаданської області.
Населення — 0 осіб (2010).

## Географія
Географічні координати: 62°37' пн. ш. 150°12' сх. д. Часовий пояс — UTC+10.
Відстань до районного центру, селища Ягодне, становить 46 км, а до обласного центру — 569 км. Через селище протікає річка Малий Ат-Юрях.

## Історія
Селище утворилося разом із створенням поблизу нього копальні «імені Горького» в 1940 році. Спеціалізувалась копальня на роботі з видобутку золота, яку в більшості виконували ув'язнені табору. Після Другої світової війни чисельність в'язнів на копальні значно збільшилась за рахунок фронтовиків, які були в німецькому полоні.
Влітку 1948 року у виправно-трудовій установі відбулася масова втеча поневолених фронтовиків, яким вдалося знищити охорону табору і заволодіти зброєю. Ось як описує дану подію колишній ув'язнений цього табору (нині реабілітований) Микола Васильович Молодик з міста Запоріжжя:
|  | …Я перебував у цей час на четвертому лагпункті, а втечу вчинили з другого. Тікали колишні військові, фронтовики, терміни ув'язнення яких були понад 15 років… Оригінальний текст (рос.) …Я находился в это время на четвертом лагпункту, а побег совершили со второго. Бежали бывшие военные, фронтовики, сроки заключения которых были свыше 15 лет… |

1956 року до копальні «імені Горького» були включені сусідні копальні «Туманна» і «Одинока».
До 1995 року на території селища проживало близько 750 осіб, а також діяло декілька приватних магазинів та магазинів торгово-комерційного підприємства «Верхній Ат-Урях», працювала їдальня.

## Населення
За даними перепису населення 2010 року на території селища населення не проживало.